# Kowalewo-Skorupki
Kowalewo-Skorupki – wieś w Polsce położona w województwie mazowieckim, w powiecie sierpeckim, w gminie Gozdowo. Ma status sołectwa.

## Historia
Kowalewo Skorupki było w przeszłości częścią okolicy szlacheckiej o nazwie Kowalewo. Prawdopodobnie powstały one jeszcze w XIII wieku, gdyż już wtedy wyróżniano kilka osad o nazwie Kowalewo (podczas zakładania parafii w Gozdowie w 1305 roku). 
Nazwa Skorupki pada po raz pierwszy w 1404 roku, gdy notuje się Diwkę córkę Mikołaja ze Skorupek. Nazwę wsi aż do XVI wieku pisano rozmaicie, spotyka się więc Skorupki, Kowalewo alias Skorupki, lub Kowalewo Skorupki. W pobliżu tej wsi istniała osada Kowalewo Sule notowana jeszcze w końcu XVIII wieku (leżała między Kowalewem Podbornym i Białutami). 
Początkowo była to osada należąca do jednej gałęzi rodu. Spis podatkowy z 1531 roku wspomina o dwóch dziedzicach na 4 włókach, byli to: Paweł i Andrzej synowa Jana Mścicha. Należeli do rodu Kowalewskich herbu Junosza.
Spis podatkowy z 1578 roku pokazuje podział wsi na trzy części. Liczyły od pół do 2 i pół włóki. 
W drugiej połowie XVII wieku mieszkali tu głównie Kowalewscy, posiadających 6 zagród szlacheckich. 
W 1734 roku działy w Kowalewie (ogólnie) mieli: Kowalewscy, Łukoscy, Umińscy, Kuskowscy, Rycharski i Czachorowski.
Według spisu właścicieli ziemskich z końca XVIII wieku dziedziczyli tu: Czarnomski, Koskowscy, Kowalewscy, Roman, Rycharscy, Umieński. Tak więc, była to wioska podzielona między wielu szlachciców. Niektórzy należeli do ubogiej szlachty, inni do bogatszej tworząc niewielki folwark.
W 1827 roku w Skorupkach zanotowano 8 domów 59 mieszkańców. W czasie powstania styczniowego drobna szlachta była podstawową siłą oddziałów powstańczych. Do powstania poszli również Kowalewscy, kroniki zanotowały Kajetana Kowalewskiego, który dał się we znaki Rosjanom. 
W Skorupkach w 1883 roku naliczono 8 domów i 80 mieszkańców. Cała wieś liczyła 338 mórg ziemi w tym 302 morgi ziemi folwarcznej.
Ta niewielka wioska zaściankowa stała się ważnym ośrodkiem edukacyjnym w tej okolicy. Już w 1890 roku notuje się tu szkołę parafialną. Potem powstała tu szkoła ludowa. W tym czasie wybudowano tu murowaną szkołę powszechną (przed I wojną światową). Była to jedna z pierwszych murowanych szkół w powiecie. Była to jedna z buntowniczych szkół w czasie wydarzeń z lat 1905-1907. Podobno spalono wtedy portrety cara.
W 1921 roku ta miejscowość liczyła 9 domów i 91 mieszkańców, należała do gminy Białyszewo. 
W zabytkach architektury (z 1988 roku) zostały zapisane dane o dwóch zabytkowych obiektach. Są to: drewniany dom numer 8 z połowy XIX wieku, własność J. Kowalewskiego oraz również drewniany dom z połowy XIX wieku własność J. Kowalewskiego.
W latach 1975–1998 miejscowość administracyjnie należała do województwa płockiego.